# Làmpada flaix

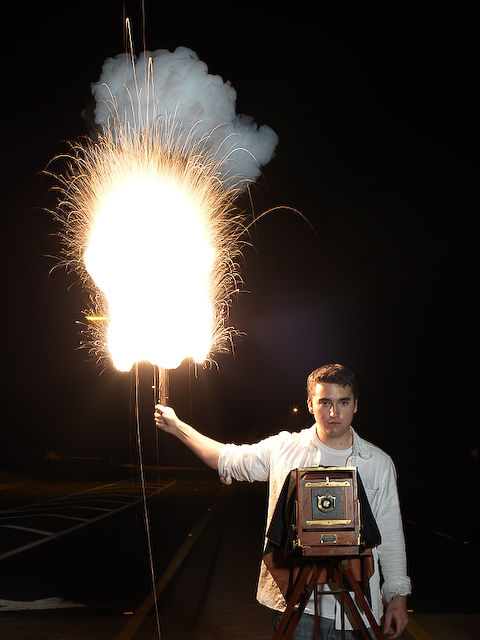
Làmpada flaix de 1909

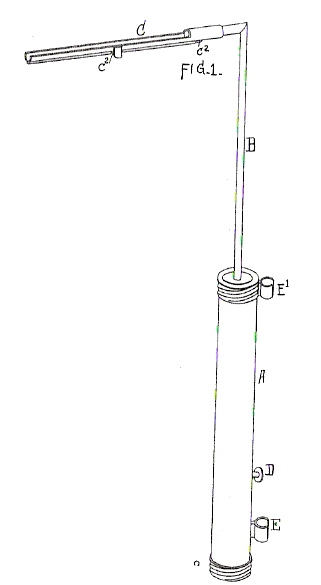
Detall de la patent 636,492

La làmpada flaix utilitza un corrent elèctric per tal d'iniciar l'encesa de pólvora flaix cusant una sobtada deflagració, que proporciona una llum molt brillant durant uns breus instants. El sistema de dispar elèctric de la pólvora flaix va ser principalment utilitzat per a la fotografia de flaix de principis del segle XX però també va tenir altres usos, com els "detonadors d'explosius". L'aparell, no exempt de risc, es basava en un altre mètode més antic en el que, per fer fotos d'interiors, els fotògrafs empraven la mateixa pólvora flaix, introduïda el 1887 per Adolf Miethe i Johannes Gaedicke, però que s'havia d'encendre a mà, exposant l'usuari a un risc més gran.

## Invenció
La làmpada flaix elèctrica va ser inventada per Joshua Lionel Cohen (inventor del tren elèctric de joguina) el 1899, i al mateix temps per Paul Boyer a França. A Cohen li fou concedit el número de patent dels EUA 636,492. La làmpada flaix va ser utilitzada en la fotografia d'interiors en el dinovè segle tardà i a principis del vintè segle.

### Principi de funcionament
El principi de funcionament d'aquestes làmpades era el següent:
| « | La làmpada flaix estava connectada, mitjançant un cable elèctric, a l'obturador de les càmeres de caixa primitives i al disparar l'obturador s'encenia la pólvora flaix i alliberava l'energia potencial de la pólvora amb una deflagració que causava una llum prou brillant com per poder fer fotografies d'interiors. | » |

## Detonador de mines
El propòsit principal de la invenció de Cohen era per a encendre la pólvora flaix en una làmpada flaix de fotògraf. però també podia incendiar la pólvora explosiva, i una de les primeres aplicacions pràctiques de la làmpada flaix de Cohen va ser un fusible detonador de mines submarines per a l'Armada dels EUA.
El 1899, any de la patent d'invenció, el govern va atorgar a Cohen un contracte de 12,000$ per a la fabricació de 24,000 fusibles detonador de mines navals. L'ús de làmpada flaix per fotografia era perillós, i els fotògrafs podien arribar a cremar-se les mans, tot emprant el flaix.

## Bombeta flaix

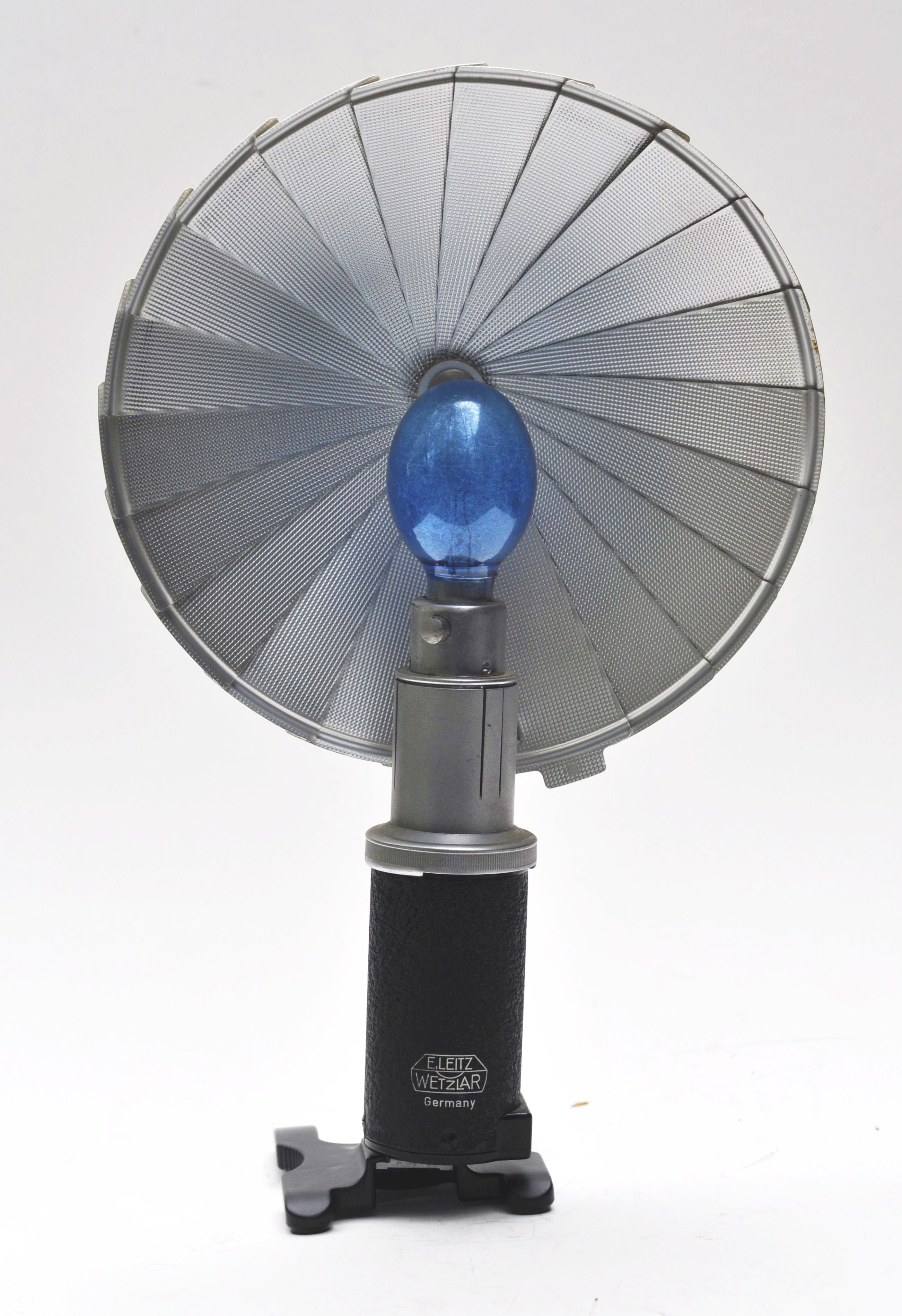
Flaix Wetzlar, Ernst Leitz-1950

Les bombetes flaix van sorgir per a reemplaçar les més perilloses làmpades flaix, tot i que empraven un sistema semblant de deflagració d'un component químic, aquest estava confinat dins d'una ampolla de vidre. Estaven compostes de filaments de magnesi continguts dins de bombetes plenes d'oxigen, i seguint la patent de Cohen, s'encenien elèctricament mitjançant un cable connectat a l'obturador de la càmera. Les bombetes flaix van ser fabricades comercialment per Leitz a Alemanya a partir de 1929. Aquestes bombetes, només es podien utilitzar un cop, i després d'utilitzades, estaven massa calentes per tocar-les immediatament amb els dits, però el confinament dins l'ampolla del que d'una altra manera suposava una petita deflagració a l'aire, va suposar un avanç important. Una innovació posterior va ser el recobriment de les bombetes amb una pel·lícula de plàstic per mantenir-les senceres en cas que es trenqués el vidre durant el flaix. Es va introduir una pel·lícula de plàstic blau com una opció perquè coincidís la qualitat espectral del flaix amb la pel·lícula de color equilibrat per a la llum del dia. Posteriorment, el magnesi va ser reemplaçat per zirconi, que produïa un flaix més brillant.
Les bombetes flaix trigaven més en aconseguir la brillantor total i lluïen durant més temps que els flaixos electrònics, per tant les càmeres havien d'utilitzar velocitats d'obturador més lentes (normalment d'1/10 a 1/50 de segon) per tal de garantir una sincronització adequada. Al final les càmeres amb sincronització de flaix van passar a activar la bombeta flaix una fracció de segon abans d'obrir l'obturador, permetent velocitats d'obturador més ràpides. Una bombeta àmpliament utilitzada durant la dècada dels seixanta va ser la Press 25, amb un diàmetre de 25 mil·límetres utilitzada sovint pels diaris de l'època, generalment s'empraven amb una càmera de premsa o una càmera reflex de doble cara. La seva lluminositat màxima era d'aproximadament un milió de lúmens. Altres bombetes d'ús comú van ser la sèrie M, M-2, M-3, etc., que tenien una petita base de baioneta metàl·lica ("miniatura") incorporada dins del vidre. La flaix més gran fabricada va ser la GE Mazda No. 75, amb més de vuit centímetres de llargària i un diàmetre de 14 polzades, inicialment desenvolupada per a la fotografia aèria nocturna durant la Segona Guerra Mundial.

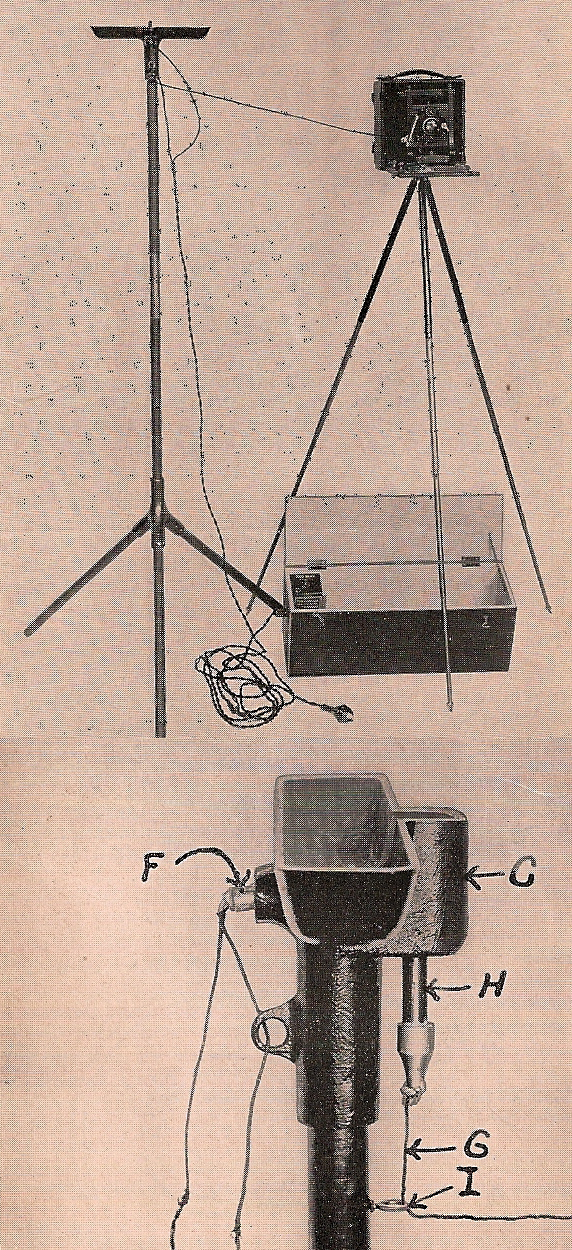
Làmpada flaix Nesbit